# Taja Čajko
Taja Čajko, slovenska rokometašica, * 27. julij 1993, Trbovlje.
Taja je članica ŽRK Mlinotest Ajdovščina in slovenske reprezentance.
Za Slovenijo je nastopila na evropskem prvenstvu 2018.